# Еліза Паренська

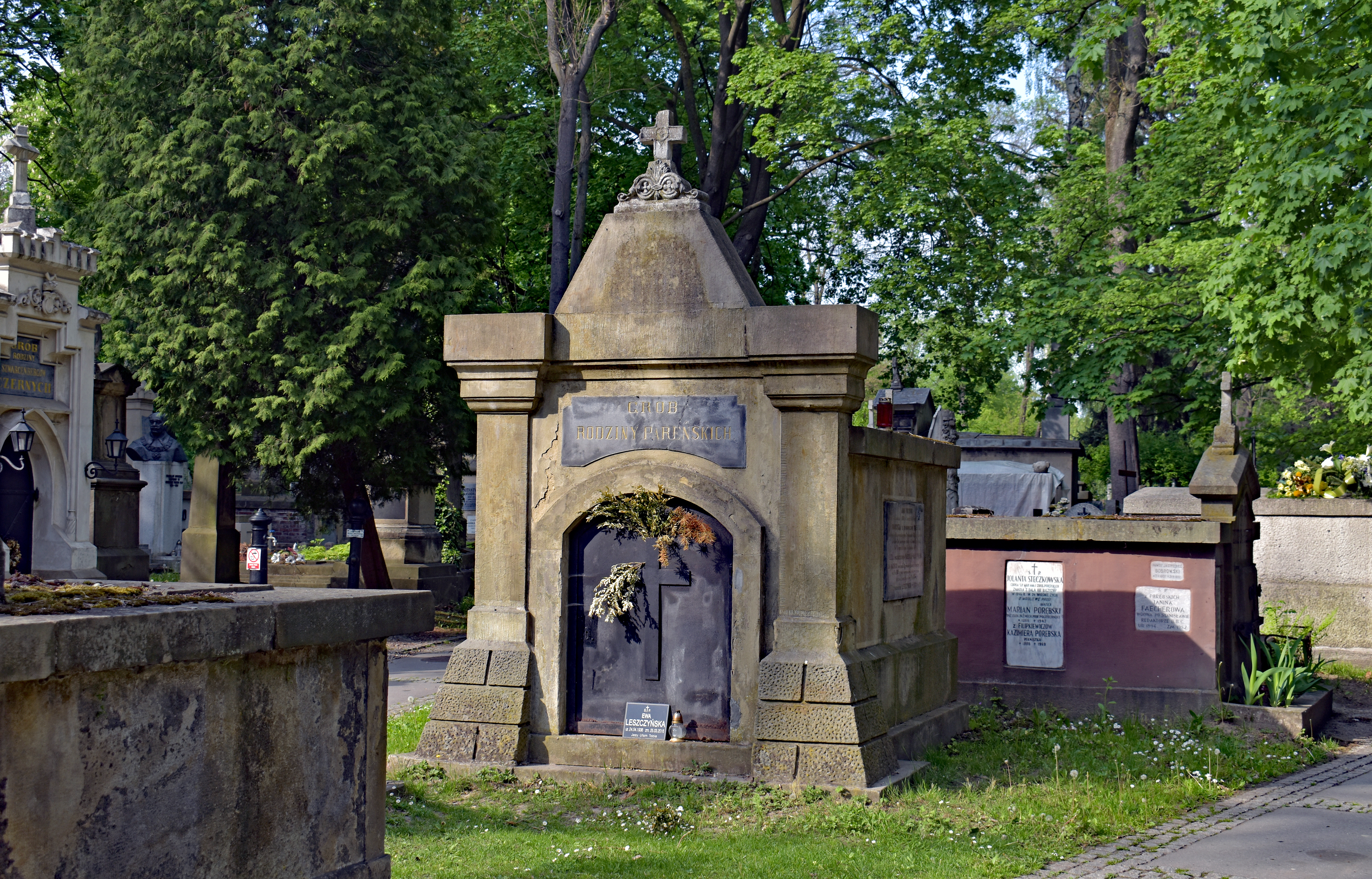
Раковицький цвинтар.
Могила Паренських.
Місце спочинку.

Еліза Паренська (народилася 25 жовтня 1888 у Кракові, померла там 3 квітня 1923 ) – дружина Едварда Лещинського, одна з найвідоміших муз періоду Молодої Польщі .

## Біографія
Народилася 25 жовтня 1888 року в Кракові , мала двох сестер ( Марину та Зофію ) та братів Адама (1881-1885) і Яна (1889-1919), вона була передостанньою дитиною в родині. Її батько був лікарем Станіславом Паренським, а мати Еліза, уроджена Мюлейзен  , керувала відомим салоном у Кракові, який відвідували молодопольські художники. Вона не мала міцного здоров’я з дитинства, а також мала страх перед соціальними контактами, який у дитинстві перекривала алкоголем . Вона відвідувала престижну приватну гімназію для дівчат імені Емілії Платер, однак, після одруження обох сестер у 1904 році, вона пережила нервовий зрив і з того часу продовжувала навчання в рамках індивідуального курсу навчання . У цей період вона стала залежною від морфіну, який полегшив її нездужання  .Її чоловіком був поет Едвард Лещинський , за якого вона вийшла заміж 18 січня 1910 року в Кракові  . Шлюб був вдалим, але незабаром почав псуватися  . У пари народився син Вітольд (1912 р.н.)  .

У 1916 році проходила лікування від наркоманії в Давосі . Після смерті батьків жила з чоловіком і сином у спадковій резиденції, але після смерті чоловіка (1921) продала палац. Відсутність навичок управління грошима призвело до швидкої втрати заощаджень і подальшої залежності від наркотиків. У грудні 1922 року вона потрапила на лікування від наркоманії в Арлесгаймі, яке тривало три місяці. Незважаючи на успішний курс терапії, після повернення до Польщі  пережила нервовий зрив і покінчила життя самогубством  3 квітня 1923 р.  Похована на Раковіцькому цвинтарі в Кракові (ділянка О)  .
Паренська багато разів позувала художникам, які відвідували вітальню її батьків, найвідомішими з яких є роботи Станіслава Виспянського  : портрет "Серед герані" від 25 травня 1905 року  (відомі три версії, у тому числі одна в Національному музеї в Кельце і два в приватних колекціях)  і "Подвійний портрет Елізи Паренської" 26–27 травня  1905   р.

## Виноски
1. 1 2 3  Чеська національна авторитетна база даних
2. 1 2  Бібліотека Конгресу — Library of Congress.
3. ↑  Identifiants et Référentiels — ABES, 2011.
4. ↑  Monika Śliwińska: Lubię, kiedy sztuka... » Niezła sztuka (пол.), 29 січня 2018 {{citation}}: Cite має пустий невідомий параметр: |inventor= (довідка)
5. 1 2 3  Portret Elizy Pareńskiej (англ.)
6. 1 2 3 4 5  Katarzyna Wajda (10 лютого 2017). Eliza Pareńska. Tragiczna muza (пол.). Процитовано 19 лютого 2017. {{cite web}}: Проігноровано невідомий параметр |czasopismo= (можливо, |journal=?) (довідка)
7. 1 2  Muzy Młodej Polski. Życie i świat Marii, Zofii i Elizy Pareńskich – Wydawnictwo Iskry Spółka z o.o., архів оригіналу за 11 вересня 2017, процитовано 20 березня 2023
8. ↑  Włodzimierz Kalicki (17 серпня 2012). Proroctwo dla Elizy. wyborcza.pl. Процитовано 19 лютого 2017.
9. ↑  Zarząd Cmentarzy Komunalnych w Krakowie. Internetowy lokalizator grobów. Elżbieta Leszczyńska. rakowice.eu.
10. ↑  Stanisław Wyspiański i proroctwo dla Elizy (пол.). 21 березня 2014. Процитовано 19 лютого 2017. {{cite web}}: Проігноровано невідомий параметр |czasopismo= (можливо, |journal=?) (довідка)
11. 1 2  , Wojciech Bałus, "Do granic tożsamości. O portretach zdwojonych Stanisława Wyspiańskiego"
12. ↑  , W&w, "Panny w cieniu"